# Horváth Péter (bencés házfőnök)
Horváth Péter (Jászberény, 1747. augusztus 6. – Győr, 1811. november 28.) Szent Benedek-rendi áldozópap és házfőnök.

## Élete
A Szent Benedek-rendbe lépett és 1774. november 27-én ünnepélyes fogadalmat tett; 1778. május 6-án miséspappá szenteltetett föl. 1802-03-ban tanár volt Győrött, 1803-07-ben házfőnök, 1807-1810-ben spiritualis; 1810-11-ben igazgató és házfőnök ugyanott.

## Munkája
- Eucharisticon, quod honoribus Josephi Vilt episcopi Jaurinensis quinquagenarii sacerdotis urbe laetante caelo favente pie cantabat... in regio archigymnasio Jaurinensi die 14. Julii. (1811.) Jaurini